# Zebulon (Georgia)
Zebulon település az Amerikai Egyesült Államok Georgia államában, Pike megyében, melynek megyeszékhelye is. Lakosainak száma 1225 fő (2020. április 1.).

## Népesség
A település népességének változása:

| 2010 | 1 174 |
| 2020 | 1 225 |